# Фредрік Бакман
Фредрік Бакман (швед. Fredrik Backman; нар. 2 червня 1981, Гельсінгборг, Швеція) — шведський письменник, блогер, колумніст.
Дебютував у 2012 році, випустивши одночасно два романи: «En man som heter Ove» («Чоловік на ім'я Уве») і Saker min son behöver veta om världen («Речі, які моєму синові слід знати про світ»). Його книги перекладені і видаються 25 мовами світу.
Фільм за романом «Чоловік на ім'я Уве» дістав схвальні відгуки кінокритиків, здобув кілька індустріальних нагород, увійшов до списку найпопулярніших кінофільмів Швеції всіх часів і отримав дві номінації на премію «Оскар» 2017 року як «Кращий фільм іноземною мовою» і «Кращий грим і зачіски».
У грудні 2022 року відбулася прем'єра американо-шведського ремейка «Чоловік на ім'я Отто» з Томом Генксом у головній ролі.

## Біографія
Фредрік Бакман народився і виріс у місті Гельсінгборг, на півдні Швеції. Він вивчав релігієзнавство, але кинув навчання і почав працювати водієм-далекобійником. 2006 року почав писати замітки для ранкової газети свого рідного міста Helsingborgs Dagblad, а з весни 2007 року — для стокгольмського журналу Moore Magazine. 2012 року писав щотижневі колонки для шведської газети Metro.
У 2008 році стає блогером. Перший блог Бакмана був присвячений підготовці до його майбутнього весілля, яке відбулося в 2009 році.
З квітня 2010 року по травень 2015 року вів блог на сторінці журналу Magazine Café, де його перші пости були присвячені Зимовим Олімпійським іграм 2010 року в Ванкувері.
З травня 2015 року веде блог на своєму офіційному сайті fredrikbackman.com.
У 2012 році на основі історії, прочитаної Бакманом в одній зі шведських газет, про літню людину, яка подала в суд на зоопарк, написав і випустив свій перший роман «Чоловік на ім'я Уве».
Книжки Бакмана поширені в перекладах: до осені 2016 року вони вийшли в 40 країнах світу. Їхній сукупний наклад становить понад п'ять мільйонів примірників.

## Особисте життя
Одружений, має сина і доньку.

### Романи
- «Чоловік на ім'я Уве» (2012)
- Saker min son behöver veta om världen (2012; переклад українською «Що мій син має знати про світ» 2023, книголав)
- Min mormor hälsar och säger förlåt (2013; «Моя бабуся просить їй вибачити»[11])
- Malcolm-Marie var här (2014; «Брітт-Марі була тут»)
- Björnstad (2016; українською мовою вийшов у 2019 році під назвою «Ведмеже місто»)
- Vi mot er (2017; продовження роману «Björnstad», українською мовою вийшов у 2020 році під назвою «Ми проти вас»)
- «Тривожні люди» (2019)

### Новели
- Ditt livs affär (2017 ; назва «Угода усього життя»)
- Och varje morgon blir vägen hem längre och längre (2017; «І з кожним ранком дорога додому стає все довшою»)
- Sebastian och trollet (2017 ; «Себастіан і троль»)

## Видання українською мовою
- Фредрік Бакман. Чоловік на ім'я Уве = En man som heter Ove / пер. з англ. Ольга Захарченко. — Київ : Книголав, 2018. — 352 p. — ISBN 978-617-7563-02-9.
- Фредрік Бакман. Моя бабуся просить їй вибачити = Min mormor hälsar och säger förlåt / пер. з англ. Ольга Захарченко. — Київ : Книголав, 2019. — 416 p. — ISBN 978-966-97639-6-9.
- Фредрік Бакман. Брітт-Марі була тут = Britt-Marie var här / пер. з англ. Ольга Захарченко. — Київ : Книголав, 2019. — 352 p. — ISBN 978-617-7563-47-0.
- Фредрік Бакман. Ведмеже місто = Björnstad / пер. зі швед. Софія Волковецька. — Київ : Книголав, 2019. — 432 p. — ISBN 978-617-7820-08-5.
- Фредрік Бакман. Ми проти вас = Vi mot er / пер. зі швед. Софія Волковецька. — Київ : Книголав, 2020. — 488 p. — ISBN 978-617-7820-65-8.
- Фредрік Бакман. Тривожні люди = Folk med ångest / пер. зі швед. Софія Волковецька. — Київ : Книголав, 2021. — 360 p. — ISBN 978-617-7820-91-7.

## Екранізації
- Людина на ім'я Уве (фільм) (2015, реж. Ханнес Хольм)
- Тут була Брітт-Марі (2019, реж. Тува Новотни)